# Action-adventure
Action-adventure, actie-avontuur in het Nederlands, is een computerspelgenre. Dit genre wordt gekenmerkt door een combinatie van elementen uit actiespellen en avonturenspellen. Het eerste spel dat bekend werd in dit genre is Adventure, door Atari uitgebracht op de Atari 2600 in 1978.

## Definitie
Er bestaat vaak verwarring over de precieze definitie van dit genre. Omdat deze categorie vaak simpelweg met 'adventure' wordt aangeduid, is het niet altijd even duidelijk welke van de twee genres wordt bedoeld. Het genre adventure bevat echter geen actie-elementen, hooguit in beperkte mate in minigames.
Een andere misvatting is dat action-adventures een vorm van RPG zijn. RPG's bevatten altijd een vorm van statistieken, en de mogelijkheid om spelpersonages aan de hand daarvan te ontwikkelen. Actie-avonturenspellen bevatten geen enkele vorm van dat soort ontwikkeling, en spellen zoals Zelda of Metroid passen dus beter in dat genre.
Door het ontbreken van een duidelijke definitie bestaat er nogal wat onenigheid over de precieze afbakening van dit genre. Een definitie zou kunnen zijn: "Een actie-avonturenspel is een computerspel dat genoeg actie bevat om geen adventure te zijn, maar niet genoeg actie om een actiespel te zijn."